# Hiroshi Naka
中 博史
Hiroshi Naka (中 博史, Naka Hiroshi), né le 19 novembre 1960 à Beppu (Japon),, est un seiyū japonais affilié à la maison de production Baobab.

## Doublage

### Anime
- Grappler Baki : Gouki Shibukawa
- Clannad : Naoyuki Okazaki
- Comic Party Revolution : Le chef
- Cowboy Bebop : Jobim
- El-Hazard : Sir Londs
- F-Zero Falcon Densetsu : Bellonngian "Draq" Draquillie
- Full Metal Panic : Fujisaki
- Gate Keepers : Tetsuo Ikusawa
- Genma Wars : Tar
- Hikaru no Go : Heihachi Shindô
- Honey and Clover II : Tatsuo Negishi
- Kiba : Genim
- Kirby: Right Back at Ya! : Dakonyo, Doctor Moro
- Little Snow Fairy Sugar : Greta's Father
- Mirumo : King Marumo
- Mobile Suit Victory Gundam : Mutterma Sugan, Zubroch Simonev, Fubirai Goya
- Naruto : Enma
- One Piece : Monkey D. Garp
- Persona: Trinity Soul : Kubo
- The King of Braves GaoGaiGar : Yan Long-Li
- Tôkyô Magnitude 8.0 : Seiji Onozawa
- Toriko: Melk le premier
- Witch Hunter Robin : Cortion
- Zoids: Chaotic Century : Ford

### OVA
- El-Hazard: Le Monde magnifique : Roll Londs
- Hellsing : Doc
- Here is Greenwood : Le grand-père de Mitsuru
- Magical Girl Pretty Sammy : Sam
- The King of Braves GaoGaiGar FINAL : Yan Long-Li

### Film d'animation
- Cowboy Bebop: Knockin' on Heaven's Door : Jobim

### Jeux vidéo
- Fire Emblem Echoes: Shadows of Valentia : Mycen
- Fire Emblem Heroes : Mycen
- Jak II : Hors la loi : Kor
- Tales of the Abyss : Spinoza

### Séries télévisées
- Grey's Anatomy : Docteur Richard Webber
- Star Trek : Voyager : Docteur

### Film
- The Blue Wolf : Toghrul Khan